# Paul Martin Zonn
Paul Martin Zonn (* 16. Januar 1938 in Boston; † 8. Dezember 2000 in Nashville) war US-amerikanischer Klarinettist, Komponist und Dirigent.

## Leben
Paul Zonn erwarb im Jahr 1966 den Master of Fine Arts an der University of Iowa mit einer Arbeit zum Thema Concerto for clarinet and orchestra. Ab 1970 wirkte er an der University of Illinois, School of Music als Lehrkraft. Sein Schaffen umfasst ein sehr breites musikalisches Spektrum von Unterhaltungsmusik bis zu Avantgarde. Als Klarinettist genoss er hohes Ansehen als Interpret von Neuer Musik, er wirkte an Tonträgern mit und spielte als Solist in der Carnegie Hall, in Tanglewood und beim Ravinia Festival. Als Komponist verfasste er Werke für sehr verschiedenartige Besetzungen von solistischen Werken über Kammermusik bis zu Orchesterwerken. Als Dirigent wirkte er für die University of Illinois, die Contemporary Chamber Players und das Nashville Mandolin Ensemble.

## Werke

### Kompositionen
- Movement for piano. 1964.
- Divertimento no. 1. New York. American Composers Alliance, 1967.
- Xoe: for 4 timpani & snare drum : 1971.
- Kyklos: for band. Zufallskompositionen. Champaign, Ill. Media Press, 1971.
- Andre's dancing music: for solo percussion. Smith Publications, 1974.
- The second voyage: for concert band. 1976.
- Interiors: for orchestra 1978. New York, N.Y. American Composers Alliance, 1978.
- After-images: for double-reed quintet 1978.
- L'Oriana: for solo cello. 1981. Sätze: Spectre of the Brocken; Quiet lights; From shadows; Fata Morgana.
- Symphony in F. 1981 New York, N.Y. American Composers Alliance, 1981.
- Yodeling in the gully: canonic view #2. 1984.
- The clarinet in my mind. 1988.
- A set for violin. New York, American Composers Alliance, 1989.
- Ultimate nimbus. 1994.

### Tonträger
- Gemini-fantasy for oboe and six players. Paul Zonn, Contemporary Chamber Players. LP. American contemporary.
- Chamber works Elliott Schwartz u. v. a. New York, RI, 1991. Solist in 5. Chamber concerto II für Klarinette und Instrumentalensemble (Originalaufnahme von 1977).
- Shadow of the condor. John Melby, Paul Martin Zonn. New York, NY. Zuma Records, 1996.
- All the rage: mandolin ensemble music from 1897-1924, Paul Martin Zonn; Nashville Mandolin Ensemble. New York, NY, New World Records, 1998.